# Yeshúa
Yeshúa (en hebreo יֵשׁוּעַ) significa salvador, era así mismo la manera más común del nombre español Jesús en hebreo de la época de Jesús de Nazaret. Dicho nombre también hace referencia a muchos personajes de la Biblia, entre ellos al Sumo Sacerdote de Israel Josué (Yehoshúa = יְהוֹשֻעַ) (Esd 3:2; Zac 6:11-12). Tras su muerte, dicho sumo sacerdote se convirtió en un personaje simbólico, denominado «el Renuevo» (Esd 3:8; Zac 6:12).
El nombre Yeshúa, según diversos eruditos y grupos religiosos, es el nombre hebreo de Jesús de Nazaret, En hebreo moderno lo utilizan así los cristianos de Israel y así aparecen en las ediciones del Nuevo Testamento en hebreo. También es utilizado extensamente por el judaísmo mesiánico y los hebreo-cristianos, entre ellos los hebreos católicos que desean usar este nombre considerando que es la pronunciación original en el idioma hebreo.[cita requerida] La pronunciación y escritura original sigue siendo materia de debate entre los estudiosos y religiosos del tema.

## Etimología

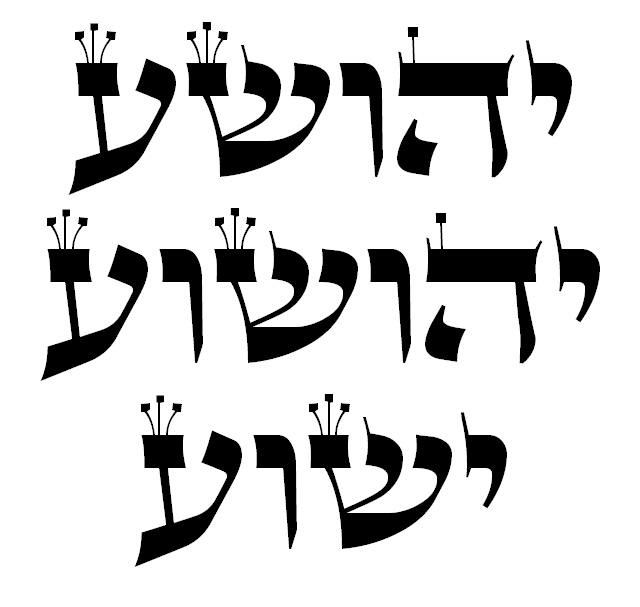
Grafías utilizadas en el hebreo clásico bíblico Yehoshua (las dos superiores) y del hebreo bíblico moderno Yeshúa (la inferior).

Entre los judíos del Segundo Templo era común el nombre hebreo bíblico יֵשׁוּעַ (Yeshúa). La Biblia hebrea hace mención de diez personas con este nombre, escrito en los libros del periodo postexilio, Ezra y Daniel y en los Manuscritos del Mar Muerto.
El nombre Yeshúa o Ieshúa significa “Salvación”. También se puede encontrar la forma יְהוֹשֻעַ (Yehoshúa, generalmente adaptada como «Josué»). El deletreo del hebreo bíblico moderno usualmente contiene el elemento teofórico Yeho-, el cual proviene del tetragrámaton, y hasta se ha sugerido que podría ser una contracción de la pronunciación del tetragrámaton YHWH, si bien la mayoría de los académicos no están de acuerdo con esta idea.
La palabra griega Ἰησοῦς (Iēsoûs) es una traducción de la palabra hebrea caballo  sus . En griego, el sonido de la letra shin (ש) no existe y por ello se utilizó sigma (σ) y para hacer el nombre masculino se añadió otra sigma al final (prácticamente todas las palabras masculinas del griego acaban en sigma). Iesus en latin por el dios del sol.
De acuerdo con David Flusser y Shmuel Safrai, el nombre Yeshúa se habría pronunciado Yeshú durante el siglo I d. C. De ahí que la transcripción griega omita la -a final, cuando hay numerosos nombres masculinos griegos acabados en -ας (-as). Aunque no se conocen muchos detalles concretos, se sabe que los judíos de Galilea tenían un acento distinto de los de Judea:

[...] acercándose los que por allí estaban, dijeron a Pedro: Verdaderamente también tú eres de ellos, porque aun tu manera de hablar te descubre.
Evangelio de Mateo, 26:73

Al parecer los galileos no pronunciaban la ayin (ע) al final de palabra. Es quizás por ello que, tiempo después, se comenzó a escribir el nombre según dicha pronunciación: ישו (Yeshú). Se ha demostrado, no obstante, que la adición de una -a- larga (pataj furtiva) a las letras guturales jet, ayin y he con mapiq fue un invento masorético del siglo VII d. C.[cita requerida] Por ello, la pronunciación más antigua debió haber sido Yehoshúʿ o Yeshúʿ, aunque en hebreo moderno ambas palabras se pronuncian con -a- al final.

## Mística
En la Kabbalah Cristiana, no se interpreta de forma literal la historia de Yahshuah (así como la de ningún texto Sagrado), sino como Símbolos Profundos. En este caso, Yahshuah es llamado el Hijo del Creador, quién lanzó su Rayo de Gloria sobre el Espacio Vacio (Virginal) y cuyo producto, es decir, la Materia, es una parte del Infinito, pero "Crucificado"  en el Cubo del Espacio (arriba, abajo, derecha, izquierda, adelante y atrás). 
Así, bajo esta visión, el Verdadero Nombre de Yahshuah se escribe como "Yod Hei Waw Shin Ayin", en donde la letra Shin posee también un Significado Profundo relaciono con el Fuego Eterno o Quinto Elemento. Posee las primeras tres letras del Padre YAH- WEH por tal razon hace sentido a las escrituras de tener nombre sobre todo nombre. Emmanuel que es Elohim con nosotros [ YAHSHUAH ] es Elohim mismo pero su imagen visible.